# Tech
Tech (kat. Tec) – rzeka w południowej Francji, w departamencie Pireneje Wschodnie, dopływ Morza Śródziemnego. Długość rzeki wynosi 84,1 km, a powierzchnia jej dorzecza 721 km².
Źródło rzeki znajduje się w Pirenejach, u podnóża szczytu Roc Colom, blisko granicy hiszpańskiej, na terenie gminy Prats-de-Mollo-la-Preste. Rzeka płynie w kierunku wschodnim i uchodzi do Zatoki Lwiej, na terenie gminy Argelès-sur-Mer.
Większe miejscowości nad rzeką to Prats-de-Mollo-la-Preste, Arles-sur-Tech, Amélie-les-Bains-Palalda, Céret, Saint-Jean-Pla-de-Corts i Le Boulou.